# サマラン (帆走フリゲート)
サマラン（HMS Samarang）は、イギリス海軍の28門搭載アソール級（Atholl class）木造（チーク材）フリゲートである。
「サマラン」はイギリス東インド会社によって、1822年にインドのコーチで進水した。
世界中の幾つかの艦隊に所属し、アヘン戦争にも参加した。1843年から1846年にかけてエドワード・ベルチャーの指揮下でボルネオや東南アジアの調査を行なっている。この間の1843年には沖縄、1845年には長崎に来航し、天保の薪水給与令に従って薪水の補給を受けている。その後ジブラルタルにて1847年5月の艦種変更で警備艦となり、1883年に解体のために売却された。